# Schisandra tomentella
Schisandra tomentella är en tvåhjärtbladig växtart som beskrevs av Albert Charles Smith. Schisandra tomentella ingår i släktet Schisandra och familjen Schisandraceae. Inga underarter finns listade.